# 阿兰卡塞帕斯
阿兰卡塞帕斯，是西班牙卡斯蒂利亚-拉曼恰昆卡省的一个市镇。总面积19平方公里，总人口34人（2001年），人口密度2人/平方公里。